# Isabel García

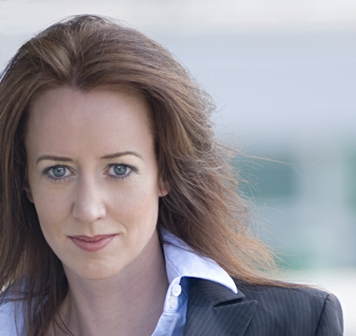
Isabel García, 2009

Isabel García Petersen (* 7. Dezember 1969 in Hamburg) ist eine deutsche Rednerin, Sprecherin, Autorin und Unternehmerin.
Die 1969 in Hamburg geborene Isabel García ist die Tochter eines Spaniers und einer Deutschen. Sie erlernte zunächst den Beruf der Steuerfachangestellten. Im Jahr 1994 belegte sie den ersten Platz beim „Stimmtreff 1994“ der Sängerakademie Hamburg. Von 1994 bis 1997 studierte sie Gesang am Hamburger Konservatorium / Hochschule für Musik und darstellende Kunst. Sie war Radiomoderatorin bei OK Radio (1996–1997), R.SH (1999–2001) und NDR 1 Radio MV (2002–2007). Zudem war sie als Fernsehmoderatorin für TIDE TV tätig. Von 2003 bis 2004 absolvierte sie die Ausbildung zur Diplomsprecherin an der Schule des Sprechens in Wien und schloss diese mit Bestnote ab. Von 2004 bis 2009 führte sie ihr eigenes Lehrinstitut „Ich Rede“. Seit 2009 hat sie mit „Sessel Records & Books“ ihren eigenen Buchverlag.
Seit 2004 gibt sie Seminare im Bereich Kommunikation und Rhetorik mit den Themenschwerpunkten Kommunikationsfallen und wie man sie umgeht und Stimmentraining. Sie veröffentlichte mehrere Hörbücher und die Bücher Ich REDE. Kommunikationsfallen und wie man sie umgeht und Schlagfertig in der Schule: Wie du dich besser durchsetzen kannst im mvg Verlag und im Econ Verlag das Buch Ich kann auch anders: Von freundlich bis unbarmherzig – wie Sie das Repertoire Ihrer Kommunikationsmuster wirksam erweitern. Von ihrem Hörbuch Ich rede. Kommunikationsfallen und wie man sie umgeht! wurden in Deutschland mehr als 80.000 Exemplare verkauft.
García entwickelte seit den 1990ern das Kommunikationsmodell der Elementaren Kommunikationstypen (EKT). Dieses Modell hat García seitdem in vielen Trainings vermittelt.

## Veröffentlichungen
Tonträger
- Ich Rede. Kommunikationsfallen und wie man sie umgeht, Sessel Records & Books, 2009, ISBN 978-3-9812849-0-4.
- Hör mal Hamburg, Sessel Records & Books, 2009, ISBN 978-3-9812849-1-1.
- Ich Rede.² Spontan und humorvoll in täglichen Kommunikationssituationen, Co-Autorin Eva Ullmann, Sessel Records & Books, 2010, ISBN 978-3-9812849-2-8.
- Ich Rede. Ein Hoch auf Deutsch, Sessel Records & Books, 2011, ISBN 978-3-9814268-3-0.
- Jetzt redest Du! Rhetorik für Schüler: Präsentieren ohne Lampenfieber, 3 CDs, audio media verlag GmbH, 2011, ISBN 978-3-86804-217-7.
- Ich Rede. mit einem Mann. Als Chefin, als Mutter und als Verführerin, Sessel Records & Books, 2014, ISBN 978-3-9814268-4-7.
- Ich Rede. mit einer Frau. Als Chef, als Vater und als Verführer, Sessel Records & Books, 2015, ISBN 978-3-9814268-5-4.
- Ich kann auch anders, Sessel Records & Books, 2016, ISBN 978-3-9817837-0-4.
- Ich Rede. in der Schule: Bessere mündliche Noten, Sessel Records & Books, 2017, ISBN 978-3-9814268-9-2.
- Ich Rede. traumasensibel: Gespräche lenken, wo schon alles verloren scheint, Sessel Books, 2025, ISBN 979-13-990474-0-0

Bücher
- Ich Rede. Kommunikationsfallen und wie man sie umgeht. mvg Verlag, München 2010, ISBN 978-3-86882-202-1.
- Schlagfertig in der Schule. mvg Verlag, München 2011, ISBN 978-3-86882-241-0.
- Ich kann auch anders. Econ Verlag, Berlin 2016, ISBN 978-3-430-20211-4.